# Бенекс, Жан-Жак
Жан-Жак Бенекс (фр. Jean-Jacques Beineix; 13 октября 1946 — 13 января 2022) — французский кинорежиссёр, сценарист и продюсер. Представитель течения Cinéma du Look.

## Биография
Жан-Жак Бенекс родился 8 октября 1946 года в Париже. В 1960-х годах начал работать в кино ассистентом у режиссёров Жака Беккера, Клода Берри, Клода Зиди. В 1978 году представил короткометражный фильм «Собака месье Мишеля». В 1981 году снял фильм «Дива», получивший четыре премии «Сезар» (в том числе за лучший кинодебют) и номинации на награды БАФТА, XII Московского кинофестиваля. Некоторые киноведы связывают с созданием этого фильма появление эстетики такого кинематографического движения как необарокко.
Следующий его фильм, премьера которого состоялась на Каннском кинофестивале, — «Луна в сточной канаве» (1983) с Жераром Депардьё и Настасьей Кински в главных ролях — был признан большинством критиков претенциозным. В 1987 году фильм «Тридцать семь и два по утрам» (в американском прокате «Бетти Блю») получил номинации «Оскар» и «Золотой глобус» как лучший иностранный фильм, девять номинаций на «Сезар» и гран-при кинофестиваля в Монреале.
После смерти Ива Монтана в 1991 году на съёмках фильма «IP5: Остров толстокожих» в творчестве Бенекса наступил перерыв. Он снял два документальных фильма, занимал пост президента Ассоциации писателей, режиссёров и продюсеров. В 2001 году снял фильм «Приключения трупа», затем занялся продюсированием.
С 1982 года Бенекс снял около 30 рекламных роликов для таких компаний, как Fuji, Esso, Renault, Apple.
Скончался 13 января 2022 года.

## Фильмография
- 1977 — Собака месье Мишеля / Le Chien de Monsieur Michel
- 1981 — Дива / Diva
- 1983 — Луна в сточной канаве / La Lune Dans le Caniveau
- 1986 — Тридцать семь и два по утрам / 37°2 Le Matin
- 1989 — Розалина и львы / Roselyne et les lions
- 1992 — IP5: Остров толстокожих / IP5: L'île aux pachydermes
- 1994 — Отаку / Otaku
- 1997 — Assigné à résidence
- 1997 — The Works (сегмент «Locked-In Syndrome»)
- 2001 — Приключения трупа / Mortel Transfert
- 2002 — Loft Paradoxe (TV)